# Monochamus subconvexicollis
Monochamus subconvexicollis är en skalbaggsart som beskrevs av Stefan von Breuning 1967. Monochamus subconvexicollis ingår i släktet Monochamus och familjen långhorningar. Inga underarter finns listade i Catalogue of Life.